# 武庫川出入口

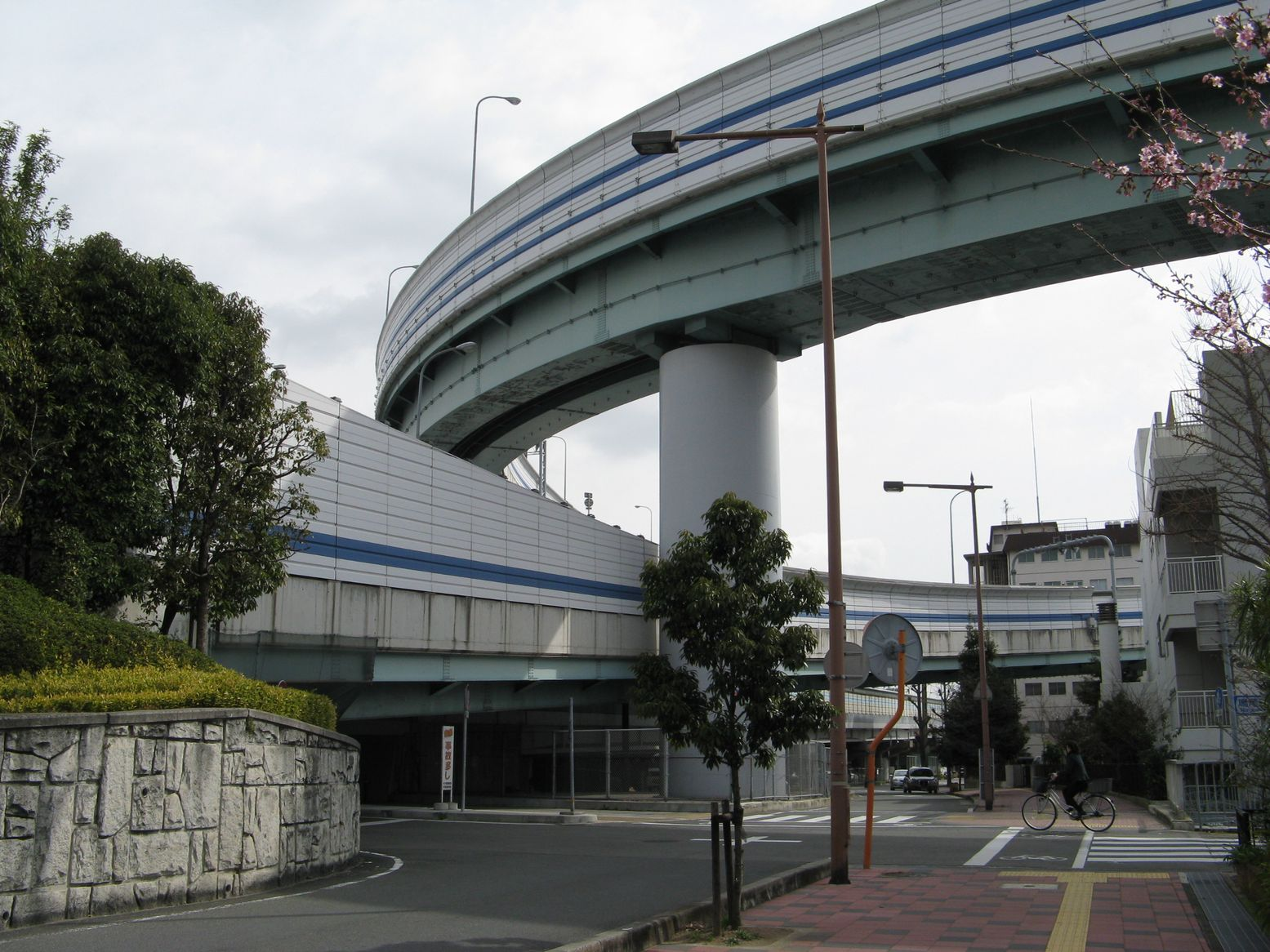
出口のループを下から東望

武庫川出入口（むこがわでいりぐち）は、兵庫県西宮市の阪神高速道路3号神戸線の出入口。大阪方面は入口のみ、神戸方面は出口のみのハーフICである。

## 歴史
神戸線開通当初は神戸方面に出口はなく、大阪方面から西宮市まで向かう際は一つ手前、尼崎東出口で降り、真下を走る国道43号線を利用しなければならなかった。そこで、1994年に出口を追加設置した。これにより、尼崎東の次は芦屋市内まで出口がないことや、尼崎東出口に利用者が集中して渋滞が頻発する状況が解消された。
2016年11月の神戸線集中工事を機に、入口料金所を開設した（尼崎本線料金所と尼崎西出口料金所の廃止による措置）。

### 年表
- 1981年6月27日：入口の供用開始。
- 1994年4月2日：出口の供用開始。
- 2016年11月9日：入口に料金所を新設。

## 道路
- 阪神高速3号神戸線(3-08)

### 案内板
- 出口の案内には「甲子園」とある。
- 出口は下記のようにループしているため、案内板でもループして描かれている。

## 接続する道路
- 国道43号（第二阪神国道）
- 西宮市道幹第5号線（小曽根線）

## 料金所

### 武庫川料金所
- ブース数：2
  - ETC専用：1
  - ETC/一般：1

## 周辺
- 阪神本線 鳴尾・武庫川女子大前駅
- 阪神本線・武庫川線 武庫川駅
- 西宮市立武庫川すずかけ作業所（出口のループの内側に所在する）
- 武庫川女子大学
- 兵庫医科大学
- 西宮笠屋郵便局
- 阪神甲子園球場

## 備考
先述の通り、1990年代に入ってようやく出口が設けられるようになったが、西宮市内武庫川橋梁区間で上下2層構造となっているため下り線の高さが異常に高く、直線では長くなりすぎて用地の確保ができなかったため、出口はループ状となっている。このため制限速度は30km/hと低く、注意が必要である。
次の西宮ICから名神高速道路へ入る場合、3号神戸線は神戸方面へしか直接接続していないためこの出入口で一度高速を降りる必要がある（逆も同様）。

## 隣
阪神高速3号神戸線
(3-07)尼崎西出入口 - (3-08)武庫川出入口 - (3-09)西宮IC